# 瓦拉庫納
瓦拉庫納是斯洛伐克首都布拉提斯拉瓦的一個區。瓦拉庫納被小多瑙河分為兩個部分。瓦拉庫納首次被提及是在1279年。1972年1月1日開始，瓦拉庫納正式成為布拉提斯拉瓦的一部分。